# Hemerophanes libyra
Hemerophanes libyra är en fjärilsart som beskrevs av Druce 1896. Hemerophanes libyra ingår i släktet Hemerophanes och familjen tofsspinnare. Inga underarter finns listade i Catalogue of Life.